# Star Trek (série télévisée d'animation)
Pour les articles homonymes, voir Star Trek (homonymie).
Star Trek ou Star Trek, la série animée (Star Trek: The Animated Series) est une série télévisée d'animation américaine en 22 épisodes de 26 minutes, créée d'après la série originale et diffusée entre le 15 septembre 1973 et le 12 octobre 1974 sur le réseau NBC.
Comme la série porte le même titre que la série originale, il est d'usage de rajouter « la série animée » pour différencier les deux. Elle constitue la première série de la franchise Star Trek à gagner un Emmy Award, celui de la meilleure série pour enfants en 1975.
Au Québec, la série a été diffusée à partir du 20 septembre 1980 à la Télévision de Radio-Canada, et en France entre le 28 mars et le 30 mai 1998 sur Canal J.

## Synopsis
Cette série tout public met en scène la suite des aventures de l'équipage de la série Star Trek.

## Fiche technique
- Titre original : Star Trek: The Animated Series
- Titre français : Star Trek, la série animée
- Réalisation : Hal Sutherland (saison 1) ; Bill Reed (saison 2)
- Scénario : D.C. Fontana (supervision)
- Direction artistique : Don Christensen
- Décors : Tom O'Loughlin, Paul Xander, Maurice Harvey, Pat Keppler, Don Peters
- Animation : Ed Friedman, Lou Kachivas, Marsh Lamore, Bob Carlson, Robert Bentley, Rudy Cataldi, Otto Feuer, Lee Halpern, Paul Fennell
- Photographie : Ervin L. Kaplan
- Effets spéciaux : Reuben Timmins
- Musique originale : Yvette Blais, Jeff Michael
- Production : Lou Scheimer, Norm Prescott, Dorothy Fontana ; Gene Roddenberry (exécutif)
- Société de production : Filmation
- Pays d'origine : États-Unis
- Langue : anglais
- Nombre d'épisodes : 22 (2 saisons)
- Durée : 30 minutes
- Format : couleur - 35 mm - 1,33:1 - son mono
- Dates de première diffusion :
  -  États-Unis : 15 septembre 1973 (NBC)
  -  Canada : 20 septembre 1980 (Radio-Canada)
  -  France : 28 mars 1998 (Canal J)

## Distribution

### Voix originales
- William Shatner : Capitaine James T. Kirk
- Leonard Nimoy : Spock
- DeForest Kelley : Leonard McCoy
- George Takei : Hikaru Sulu
- Nichelle Nichols : Nyota Uhura
- James Doohan : Montgomery Scott / Lieutenant Arex
- Majel Barrett : Infirmière Christine Chapel / Lieutenant M'Ress
- David Gerrold : EM-3-Green

### Voix québécoises
- Guy Nadon : capitaine Kirk
- Ronald France : Spock
- Aubert Pallascio : Dr McCoy
- Mario Desmarais : Sulu
- Anne Caron : Uhura
- Yves Corbeil : Scotty / Lieutenant Arex
- Diane Arcand : Chapel / Lieutenant M'Ress

 Source et légende : version québécoise (VQ) sur Doublage.qc.ca

## Épisodes

### Première saison (1973-1974)
1. Au-delà de l’étoile morte ou L'Étoile morte[4] - Beyond the Farthest Star
2. Retour dans le passé ou Le Petit Spock - Yesteryear
3. Il nous manque une planète - One of Our Planets Is Missing
4. L’Appel de Loreli ou Le Chant des sirènes - The Lorelei Signal
5. Les Soucis du capitaine Kirk ou Tribulations - More Tribbles, More Troubles
6. Le Survivant - The Survivor
7. L’Éternel Vulcain ou Duplicité - The Infinite Vulcain
8. La Magie des Megas 2 - The Magicks of Megas-Tu
9. Il était une fois une planète - Once Upon a Planet
10. La Passion de M. Mudd ou L'élixir d'amour - Mudd’s Passion
11. L’Incident de Terratin - The Terratin Incident
12. Le Piège du temps ou La Souricière - Time Trap
13. Mutation sur Argos - The Ambergris Element
14. L’Arme des Slavennes - Slaver Weapon
15. La Planète mystérieuse - The Eye of the Beholder
16. Jihad

### Deuxième saison (1974)
1. Les Pirates d’Orion - The Pirates of Orion
2. Le Commandeur Bem - BEM
3. Le Farceur ou Farces et Attrapes - Practical Joker
4. Dramia : L’Épidémie - Albatross
5. Le Retour de Kukulhan - How Sharper than a Serpent’s Tooth
6. L’Univers à l’envers - The Counter-Clock Incident

## Production
En juin 1973, soit quatre ans après la fin de la série télévisée originale, est mise en production par Filmation une série d'animation réunissant à nouveau les membres de l’Enterprise. La plupart des scénaristes de la série originale collaborent également à l'écriture, sous la supervision de Gene Roddenberry, ce qui explique les nombreuses références aux personnages et aux lieux fréquentés par l’équipage de l’Enterprise au cours de ses aventures.

### Écriture
La série a profité de la grève de 1973 des scénaristes pour faire travailler certains auteurs, la Writers Guild of America ne considérant pas qu'elle s'appliquait aux scénaristes de production d'animation. Une partie des scénaristes des premières saisons de la série sont embauchés comme D.C. Fontana, Marc Daniels ou Margaret Armen. Des auteurs de science fiction sont aussi engagés comme David Gerrold ou Larry Niven.

### Casting
La série animée voit le retour des acteurs originaux de la série rejouant leurs personnages, à l'exception de Walter Koenig car le budget de la série ne permettait pas de pouvoir payer l'intégralité du casting. Aussi le personnage de Pavel Chekov n'apparaît pas et sa fonction a été remplacé par deux personnages extra-terrestre : le lieutenant Arex, un Edosien ayant trois bras et trois jambes et le lieutenant M'Ress, une femme Caitian. Ces deux personnages sont joués respectivement par James Doohan et Majel Barrett qui jouent les rôles de Montgomery Scott et Christine Chapel.
Initialement, seuls les cinq acteurs William Shatner, Leonard Nimoy, DeForest Kelley, James Doohan et Majel Barrett devaient revenir, les voix du lieutenant Sulu et d'Uhura étant aussi jouées par Doohan et Barret. C'est Leonard Nimoy qui insista pour que Nichelle Nichols et George Takei les rejoignent pour effectuer les voix de Sulu et Uhura, les deux acteurs ayant du mal à retrouver du travail depuis la fin de la série. De son côté, Walter Koenig fut engagé pour écrire un épisode, nommé L’Éternel Vulcain ou Duplicité (originellement The Infinite Vulcain) et devint le premier acteur de la série à scénariser un épisode.
Pour des questions de planning, les différentes voix de chaque acteur ne furent pas enregistrées au même moment. Beaucoup des voix de personnages secondaires furent enregistrées par James Doohan, Nichelle Nichols et Majel Barret. À noter que les personnages de Sarek, de Cyrano Jones et d'Harcourt Fenton Mudd furent enregistrés par les acteurs ayant tenu ces rôles dans la série originelle.

### Musique
Le thème original de la série écrit par Alexander Courage fut remplacé par un nouveau thème écrit par Yvette Blais et Jeff Michael (pseudonyme pour Ray Ellis, un compositeur en interne pour la société Filmation.) La raison de ce changement ne fut jamais explicitée.

## Diffusion et réception
Comme tous les dessins animés de la même époque, les 22 épisodes de la série furent détachées en deux brèves saisons. Le réalisateur des 16 premiers épisodes de la saison 1 fut Hal Sutherland. Bill Reed le remplaça à la réalisation des six épisodes de la saison 2. C'est la seule série de l'univers Star Trek à commencer directement par le générique au lieu d'avoir une courte séquence pré-générique.
En plus des épisodes, les personnages et les acteurs de la série accepteront de tourner une pub pour l'association écologique Keep America Beautiful. Dans la publicité, l'équipage de l' Enterprise se retrouve face à la "Ceinture de pollution rhombienne." La pub sera diffusée le samedi matin durant la diffusion de la série.
Par la suite, tous les épisodes furent réadaptés sous forme de novélisation par Alan Dean Foster. La série compte dix volumes sous le titre de "Star Trek Logs".
En 1975, malgré son annulation, la série gagne l'Emmy Award de la meilleure série pour enfant.

### Doublage
Dans sa version française, la série fut doublée au Québec à la fin des années 1970 par la société (aujourd'hui disparue) Ciné-Sync de Montréal. Contrairement à la version originale, aucun des acteurs ayant participé au doublage de la série originale ne fut repris pour le doublage de la série d'animation.
Les textes furent adaptés par Michel Collet, qui avait également été l'auteur des textes de la série originale doublée chez Sonolab près de dix ans plus tôt. La terminologie utilisée lors du doublage de cette seconde série est donc la même que celle de la série originale, toutes deux ayant été doublées au Québec.
Une toute nouvelle terminologie sera mise au point pour les longs métrages suivants doublés en France. Certaines modifications ont toutefois eu lieu au moment de la diffusion de la série en Europe dans sa version française. Ainsi, dans la version livrée par Ciné-Synq, la narration d'ouverture « Espace… frontière de l'inconnu… » (lue par Yves Corbeil, qui prête sa voix à Scotty) est absente sauf pour le premier épisode. Lors de la diffusion en France, la narration fut ajoutée au début de chaque épisode mais lue par un comédien français qui n'a pas participé au doublage québécois de la série[réf. nécessaire]. De plus, les titres originaux, tels que traduits par Ciné-Synq, ont également été modifiés au profit de nouveaux titres pour l'ensemble des épisodes. Le doublage québécois est par contre demeuré intact et c'est celui-ci qui est inclus dans la sortie DVD récente en Europe. Il est toutefois à noter que la version française originale de l'épisode "Jihad", telle que réalisée par Ciné-Synq, a aujourd'hui disparue. Cet épisode a été l'objet d'un nouveau doublage réalisé en France pour la sortie européenne de la série en DVD.

## Place de la série au sein de l'univers de Star Trek

### Débat sur la canonicité de l’œuvre
En 1988, à la fin de la première saison de Star Trek : La Nouvelle Génération, la licence de toutes les fictions issues de l'univers de Star Trek fut renégociée. À cette occasion, Gene Roddenberry affirma que ce qu'il s'y passait ne faisait pas partie du canon de la série. Il fut alors interdit aux écrivains de romans, de comic-books et de jeux de rôles tirés de la série d'utiliser des concepts issues de la série animée.
Toutefois au fil du temps, certains éléments issues de la série animée furent admis au sein du canon de la série. En 1996, le livre Timeline of Star Trek de Michael et Denise Okuda établit le nom de Robert April en tant que tout premier commandant de l'USS Enterprise et intègre les éléments de l'épisode Retour dans le passé. En 2007, à l'occasion de la sortie de la série en DVD, David Gerrold et D.C. Fontana reviendront en interview sur cette histoire de canonicité refusée, la trouvant absurde. Ils arguent du fait que la série a été supervisée par Gene Roddenberry, qu'on y trouve des scénaristes de la série originale et qu'elle ne contient pas d'éléments contradictoires. Selon Fontana, cela venait du fait que Roddenberry ne prenait pas les dessins animés au sérieux.
Le 27 juin 2007, le site officiel de Star Trek incorpora des informations issues de la série animée dans sa section bibliographique, clarifiant l'idée que la série animée fait bel et bien partie de la série. David Gerrold et D.C. Fontana ont estimé que la série d'animation était essentiellement à considérer comme la quatrième saison de la série originale.

### Éléments apportés par la série animée
- L'épisode Le Commandeur Bem écrit par David Gerrold établit officiellement que le T. au milieu du nom de James T. Kirk est « Tibérius ». Cela peut être rapproché du fait que le personnage principal de la première série de Gene Roddenberry The Lieutenant avait pour nom William Tiberius Rice. Gerrold, affirme quant à lui, s'être inspiré du personnage principal de I, Claudius[14].
- La série animée met en scène deux autres membres de l'équipage de race extraterrestre : Arex, un alien à trois jambes et au long cou, et M'Ress, une femme-chat.
- L'équipage utilise pour la première fois dans l'épisode Le Farceur un holodeck dont l'utilisation est similaire à celle introduite par la série Star Trek : La Nouvelle Génération treize ans plus tard.
- L'épisode L’Appel de Lorelei montre pour la première fois une femme, Nyota Uhura, prenant les commandes d'un vaisseau de la Fédération.

### Éléments de l'univers tirés de la série animée
- La race des Edosiens, dont le lieutenant Arex fut partie, est cité dans l'épisode Flux brisé de la série Star Trek: Deep Space Nine
- La cité Vulcaine d'où est originaire Spock, ShirKahr est référencé dans Star Trek: Deep Space Nine et Star Trek: Enterprise, notamment l'épisode La Forge qui se déroule sur Vulcain. De plus, le fait que le jeune Spock soit maltraité dans le film Star Trek de 2009 est une référence directe à l'épisode Retour dans le passé.
- Dans l'épisode De retour au combat de la série Star Trek: Deep Space Nine Kor parle de son ancien vaisseau se nommant le Klothos issu de l'épisode Le Piège du temps.

## Distinctions
- Emmy Awards 1975 : Meilleure série pour les enfants

## DVD / Blu-ray
- La série est sortie le 1er décembre 2006 en coffret 4 DVD chez CBS. Le ratio est en 4/3 1.33:1 plein écran en français, allemand, italien et espagnol 2.0 mono et en anglais 5.1 avec sous-titres français, anglais, allemands, danois, espagnols, finlandais, néerlandais, italiens, norvégiens, suédois et anglais. En suppléments : commentaires audio ou écrits sur certains épisodes ; documentaire "L'histoire de la série" ; Making of "Vers la frontière de l'infini" ; documentaire "La connexion Star Trek" [15].
- La série est sortie le 6 décembre 2016 en coffret 3 Blu-ray chez CBS avec les mêmes caractéristiques techniques et les mêmes bonus avec un son Master DTS HD et une image haute définition en 1080p au ratio 1.33:1 16/9 natif [16].